# Екзосома (комплекс)
Екзосома — комплекс ферментів, що був вперше описаний у дріжджів як такий, що виконує 3'-5' екзонуклеазне розщеплення різних типів РНК (рРНК, мРНК). Пізніше стало відомо, що екзосомний комплекс наявний в інших організмів. Також з'явилися дані, що вказують на його участь у метаболізмі РНК у клітині, наприклад, у дозріванні малих некодуючих РНК (мяРНК, малі ядерцеві РНК).
Клітини архей, бактерій та еукаріот мають механізми, що контролюють якість РНК, знаходять дефекти і деградують їх. Такий комплекс екзосоми досить консервативний і має циліндричну структуру, порожню всередині, в цьому він схожий на протеасому
Екзосомний комплекс розміщений у цитоплазмі і у ядрі. Цитоплазматична частина комплексу, Exo-10, 420 кДа, у дріжджів містить 10 різних компонентів (Rrp4p, Rrp40p-Rrp46p, Csl4p та Mtr3p). Тоді як в ядрі наявний ще один компонент — Rrp6p .
Комплекси, що подібні екзосомам у архей та бактерій (англ. polynucleotide phosphorylase, PNPase) мають фосфоролітний механізм, що каталізується RNase PH-like субодиницями, тоді як у евкаріот екзонуклеази виконують гідроліз РНК за допомогою RRP44 (за можливим виключенням у рослин). Тому бактерії можуть виконувати зворотну реакцію полімеразної активності в присутності великої кількості нуклеозиддифосфатів. Екзосоми еукаріот виконують лише гідроліз. Можливою перевагою такої зміни є те, що екзосомний комплекс еукаріот виконує незворотну реакцію, що виконує контроль якості РНК і запобігає, наприклад, неспецефічне подовження поліА хвоста мРНК в присутності великої кількості АДФ.
Екзосомний комплекс вміщає в себе нескручену молекулу РНК для деградації. Циліндрична структура еукаріотичної екзосоми не має каталітичної активності, але вона координує рибонуклеазні реакції. За одну реакцію відщеплюється по одному нуклеотиду від РНК і екзосома не випускає ніяких проміжних продуктів, а деградує молекулу до того, що вона має лише 4 нуклеотиди завдовжки.